# Micardia jezoensis
Protodeltote wiscotti là một loài bướm đêm trong họ Noctuidae.